# Acksjön (Alsens socken, Jämtland)
Acksjön är en sjö i Krokoms kommun i Jämtland och ingår i Indalsälvens huvudavrinningsområde. Sjön har en area på 1,17 kvadratkilometer och ligger 372,2 meter över havet. Sjön avvattnas av vattendraget Ytterån (Ålfloån).

## Delavrinningsområde
Acksjön ingår i det delavrinningsområde (704969-138891) som SMHI kallar för Utloppet av Acksjön. Medelhöjden är 397 meter över havet och ytan är 8,42 kvadratkilometer. Räknas de 22 avrinningsområdena uppströms in blir den ackumulerade arean 182,62 kvadratkilometer. Ytterån (Ålfloån) som avvattnar avrinningsområdet har biflödesordning 2, vilket innebär att vattnet flödar genom totalt 2 vattendrag innan det når havet efter 317 kilometer. Avrinningsområdet består mestadels av skog (75 procent). Avrinningsområdet har 1,17 kvadratkilometer vattenytor vilket ger det en sjöprocent på 13,9 procent.